# Конституційна історія Туреччини

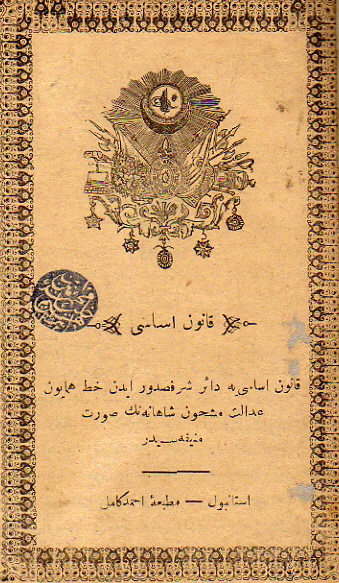
Конституція Османської імперії 1876 року

Конституційна історія Туреччини — період в історії турецького права, що почався з прийняття першого основного закону Османської імперії у 1876 році. Сучасна конституція Турецької Республіки була ратифікована у 1921 році, а потім переглядалася у 1924, 1961, 1982 роках і, востаннє, у 2010 році.  У 2000-х роках знову було піднято питання щодо ще однієї конституційної реформи, яка дозволить Туреччині дотриматись політичних критеріїв вступу до Європейського союзу.   В результаті, у 2010 році був проведений конституційний референдум, що завершився затвердженням нових поправок.
Починаючи з 2005 року, Партія справедливості та розвитку вела кампанію за перехід Туреччини від парламентської форми правління до президентської республіки. 16 квітня 2017 року відбувся конституційний референдум, на якому турецькі виборці проголосували за встановлення президентської республіки, скасування посади прем'єр-міністра, збільшення числа депутатів парламенту і реформу Верховної ради суддів і прокурорів.

## Основні етапи
Протягом століть Туреччина мала кілька конституцій.
- 1876—1878 — перша Османська конституція.
- 1909—1920 — друга Османська конституція, змінена конституція 1876 року: відновлена конституційна парламентська монархія, створений двопалатний парламент, введена багатопартійність.
- 1921—1924 — перша Конституція Турецької Республіки; проголошений принцип національного суверенітету, введений однопалатний парламент (Великі Національні Збори Туреччини), монархія формально не скасована, але де-факто Туреччина стає республікою.
- 1924—1961 — допрацьована конституція 1921 року; монархія скасована, Туреччина проголошена республікою.
- 1961—1982 — змінена конституція 1924 року; проголошений принцип поділу влади і деякі цивільні права, введені верхня палата парламенту, Сенат, і Конституційний суд, розширені повноваження виконавчої влади.
- 1982—2010 — нова версія конституції; регламентований перехід від військового режиму до демократичної республіки, скасований Сенат, країна повернулася до однопалатного парламенту.
- 2010 — прийнято зміни до Конституції 1982 року, спрямовані на приведення турецького законодавства у відповідність до стандартів Європейського Союзу.
- 2017 — у країні відбувся Конституційний референдум .